# The Poppy Is Also a Flower
The Poppy Is Also a Flower (conocida en español como Las flores del diablo en España, Operación opio en México, y La amapola también es una flor en el resto de Hispanoamérica) es una película estadounidense para televisión de 1966 de espías de la cadena ABC. Originalmente se realizó bajo los auspicios de las Naciones Unidas como parte de una serie de especiales de televisión diseñados para promover el trabajo de la organización. La película estuvo dirigida por Terence Young y protagonizada por Yul Brynner, Omar Sharif, Eli Wallach, Angie Dickinson, Senta Berger, Stephen Boyd, Trevor Howard, Rita Hayworth y Marcello Mastroianni. Grace Kelly, como la Princesa Grace de Mónaco, es la narradora.
La película también fue conocida por los títulos alternativos: Poppies Are Also Flowers, The Opium Connection, o Danger Grows Wild en el Reino Unido.

## Argumento
Todo el guion del filme se centra en alertar del peligro del tráfico y consumo de heroína. En una remota región de Irán, un grupo de agentes de narcóticos que trabajan para las Naciones Unidas intentan comprar la producción de opio a un señor de la guerra local, pero son descubiertos y asesinados. Los agentes de un segundo grupo, ya con la ayuda del ejército iraní, inyectan un compuesto radioactivo a un cargamento de opio, con el propósito de seguirlo y capturar al mayor distribuidor de heroína del mundo, Serge Markos.
Los narcos burlan el dispositivo de rastreo usando helicópteros, pero los dos agentes de la ONU reencuentran su pista en Nápoles.
Gracias a la ayuda de la viuda de uno de los agentes asesinados y las pistas que deja la esposa de Markos la policía logra detener en un tren al traficante, pero la escena final deja claro que eso no servirá de nada pues "otro ocupará su lugar" y el origen del problema se encuentra en las plantaciones de amapola de Irán y Afganistán.

## Reparto
Por orden alfabético
- Senta Berger es Maxine.
- Stephen Boyd es Benson.
- Yul Brynner es el coronel Salem.
- Angie Dickinson es Linda Benson.
- Georges Géret es el superintendente Roche
- Hugh Griffith es un jefe tribal.
- Jack Hawkins es el general Bahar
- Rita Hayworth es Monique Markos.
- Trevor Howard es Sam Lincoln.
- Trini López es él mismo.
- E. G. Marshall es Coley.
- Marcello Mastroianni es el inspector Mosca
- Amedeo Nazzari es el capitán Dinonnio
- Anthony Quayle es el capitán Vanderbilt
- Gilbert Roland es Serge Markos.
- Harold Sakata es Martin.
- Omar Sharif es el doctor Rad
- Barry Sullivan es Chasen.
- Nadja Tiller es la doctora Bronovska.
- Howard Vernon es el doctor Pineau.
- Eli Wallach es "Happy" Locarno.

## Reparto internacional
Gran parte de la producción de esta película tuvo lugar en Irán y su capital Teherán, que es presentada como una ciudad occidental y cosmopolita durante el reinado del sha. Destacados cinematógrafos iraníes cooperaron con este proyecto, incluyendo a Maziyar Partow.

## Producción
La película está basada en una idea de Ian Fleming, el creador de James Bond. Financiado en parte por una subvención de Xerox y producido por las Naciones Unidas con un propósito educativo, por lo cual las estrellas solo recibieron un salario de $1. Terence Young dejó la dirección de Thunderball para hacer la película.
Fue la última de cuatro películas televisivas encargadas por las Naciones Unidas para promocionar su labor de "conseguir la paz mundial".
Después de su emisión televisiva en ABC en 1966, Eli Wallach ganó un Emmy a Mejor Secundario, siendo este el único logro del telefilme.